# Scott Radinsky
Scott David Radinsky (Glendale, 3 marzo 1968) è un ex giocatore di baseball, allenatore di baseball e cantante statunitense.
Ha giocato nel ruolo di lanciatore di rilievo (relief pitcher) per 11 stagioni nella Major League Baseball (MLB) con le maglie dei Chicago White Sox, dei Los Angeles Dodgers, dei St. Louis Cardinals e dei Cleveland Indians.
È il cantante della band punk rock Pulley, in precedenza è stato il cantante della band Ten Foot Pole.

## Carriera sportiva

### Giocatore
Scelto dai Chicago White Sox nel draft del 1986, fino al 1989 militò in varie squadre delle minor leagues.
Il suo debutto nella MLB avvenne con i Chicago White Sox nel 1990.
Nella pausa tra le stagioni 1993 e 1994 gli venne diagnosticato un linfoma di Hodgkin; le cure mediche a cui dovette sottoporsi gli pregiudicarono tutta la stagione sportiva seguente ma fortunatamente ebbero esito positivo.
Nel 1995 tornò sui campi da gioco ma a fine campionato i White Sox decisero di non avvalersi più delle sue prestazioni.
Nel 1996 firmò in qualità di free agent con i Los Angeles Dodgers. Nelle sue tre stagioni a Los Angeles la sua media PGL (ERA) stagionale non superò mai 2.89.
Al termine della stagione 1998 i Dodgers non rinnovarono il suo contratto, così il giocatore si trasferì in qualità di free agent ai St. Louis Cardinals. Perse la seconda metà della stagione 1999 a causa di un problema al gomito sinistro; l'anno dopo si infortunò durante la prima partita e dovette sottoporsi ad un intervento chirurgico per la ricostruzione del legamento collaterale dell'ulna.
Nel 2001, di nuovo come free agent, passò ai Cleveland Indians. Una volta rimessosi dall'infortunio fece solo altre due apparizioni in MLB prima di annunciare il suo ritiro.

### Allenatore
Nel 2004 rientrò nel mondo del baseball entrando a far parte dello staff dei Cleveland Indians come allenatore dei lanciatori per diverse squadre satellite attive nelle minor leagues. Nel suo nuovo ruolo di allenatore ha lavorato per i Lake County Captains, gli Akron Aeros, i Buffalo Bisons, e i Columbus Clippers. Alla fine del 2009 entra a far parte dello staff dei Cleveland Indians, prima come responsabile del bullpen poi come allenatore dei lanciatori. Nell'agosto 2012 gli Indians annunciano il suo licenziamento.
Nella stagione 2013 ricopre il ruolo di allenatore dei lanciatori degli Ogden Raptors, squadra di Minor League affiliata ai Los Angeles Dodgers.

## Carriera musicale

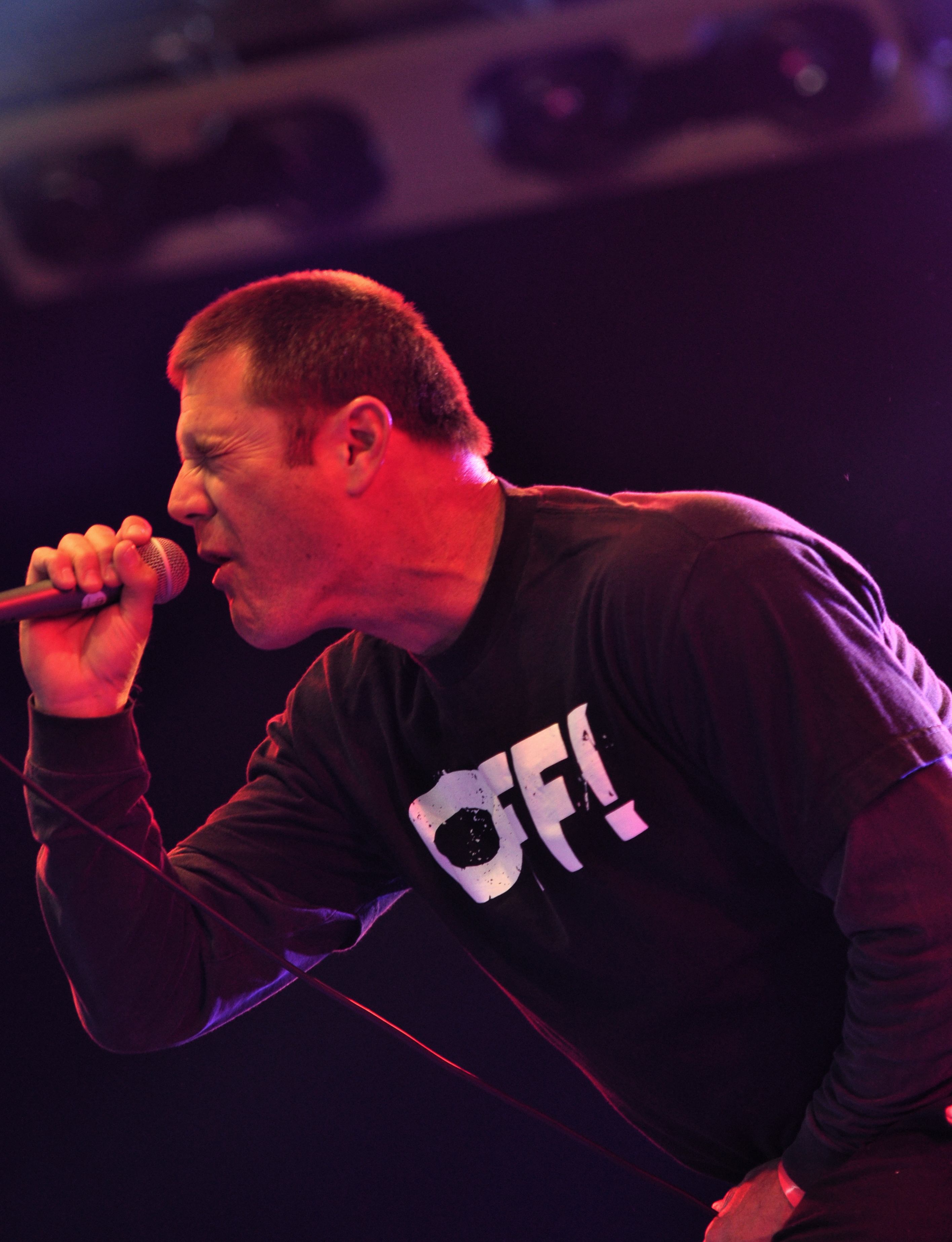
Scott Radinsky, Pulley, Groezrock 2013

Grande appassionato di musica punk, esordì come cantante della band Scared Straight che successivamente cambiò il suo nome in Ten Foot Pole. Nel 1996 fondò un nuovo gruppo chiamato Pulley dopo essere stato allontanato dalla sua precedente band per via della sua attività di giocatore di baseball che non gli permetteva un impegno musicale continuo. Con il nuovo gruppo ha inciso 5 album.